# Margareta Alströmer
Margareta Hedvig Alströmer, som gift Cronstedt af Fullerö, född 12 december 1763, död 19 februari 1816, var en svensk grevinna, konstnär och sångerska, ledamot av Kungliga Akademien för de fria konsterna och Kungliga Musikaliska Akademien.

## Biografi

### Skådespelare
Hennes far och farbror, Claes Alströmer, var ledande kulturpersonligheter i Göteborg. De grundade Göteborgs första teater Comediehuset och höll konserter och amatörteaterföreställningar i sitt hem. År 1775–1776 höll familjerna Alströmer och Hall halvt offentliga amatörteaterföreställningar inför en publik av societet och kulturpersonligheter i sina hem som sedan recenserades offentligt. Margareta och hennes syskon Christina, Anna Margareta och Jonas deltog agerade i dessa pjäser och konserter, och Margareta fick särskilt god kritik. Hon uppträdde bland annat i Celinde, en efterpjäs till L'Honnete Criminel, som gavs 18 december 1775 hos John Hall, och i Gustaf af Piron hos Claes Alströmer, där hon gjorde huvudrollen som Adelaide så väl att hon berömdes i pressen och fick en hyllningsdikt i Götheborg Allehanda. 

### Musiker
År 1795 blev hon även invald i Musikaliska Akademien. Hon var en uppskattad sångerska och musiker vid konserter. År 1799 medverkade hon till exempel i en offentlig konsert i Stockholm med Kristofer Kristian Karsten, Marianne Ehrenström och Christina Fredenheim, där hon spelade klaver. 
Före henne hade endast kvinnor som var professionella musiker invalts, varav den första var Elisabeth Olin. Samma år invaldes Christina Fredenheim, Ulrica Bouck och Anna Brita Wendelius, av vilka ingen var yrkeskonstnär. 1801 följde systrarna Sophia Brandel och Emilie Brandel samt Marie Antoinette Petersén, vars man var grosshandlare. Därefter valdes ingen kvinna till 1817, och sedan ingen kvinnlig amatörkonstnär. 

### Målare
Margareta Alströmer beskrivs som en "skicklig dilettant i målarkonsten" och valdes in som ledamot i Konstakademien med stor majoritet år 1795. 
Alströmer finns representerad vid bland annat Nationalmuseum i Stockholm.

### Familj
Margareta Alströmer var dotter till friherre Patrick Alströmer och Christina Maria Ollonberg och sondotter till Jonas Alströmer. Hon växte upp i ett kulturintresserat hem och uppfostrades av en fransk guvernant, Mademoiselle "Liaison" (Liegeon), som tidigare uppfostrat Ulla von Höpken och Augusta von Fersen.
Hon gifte sig 1781 med generalmajoren greve Nils August Cronstedt af Fullerö. Hennes make blev 1788 dömd att arkebuseras för subordinationsbrott (lydnadsbrott), men benådades till fängelse på Varbergs fästning på 20 år, varifrån han 1792 frigavs på hertig Karls initiativ.